# مام إنديي
مام إنديي (بالفرنسية: Mame N'Diaye)‏ (مواليد 11 يناير 1986 في ثيس - السنغال) لاعب كرة قدم سنغالي يلعب حاليا لصالح نادي الدرجة الأولى بولوني الفرنسي منذ 2008 في مركز الوسط المهاجم كما يجيد اللعب في مركز المهاجم .

## روابط خارجية
- مام إنديي على موقع رابطة كرة القدم الفرنسية للمحترفين (الإنجليزية)
- مام إنديي على موقع قاعدة بيانات كرة القدم.إي يو (الإنجليزية)
- مام إنديي على موقع بيانات كرة القدم. دي إي (الألمانية)
- مام إنديي على موقع ليكيب (الفرنسية)
- مام إنديي على موقع Soccerbase.com (لاعب) (الإنجليزية)
- مام إنديي على موقع Soccerway.com (الإنجليزية)
- مام إنديي على موقع عالم كرة القدم.نت (الإنجليزية)